# Савчук Василь Петрович
Василь Петрович Савчук (нар. 6 травня 1959, Біла Церква, Київська область) — український політик, Білоцерківський міський голова (з квітня 2006 по листопад 2015).

## Освіта
У 1976 р. закінчив із золотою медаллю Білоцерківську школу № 3. У 1981 р. закінчив історичний факультет Київського державного університету ім. Т. Шевченка, у 2004 р. — Національну академію державного управління при Президентові України за спеціальністю «Державне управління».

## Кар'єра
З 1981 по 1990 рр. працював вчителем, заступником директора, директором в загальноосвітніх школах м. Біла Церква.
З 1990 по 1998 рр. — заступник голови Білоцерківської міської ради, у 1998–2006 рр.. — заступник міського голови м. Біла Церква.
У 1990–1998 рр. обирався депутатом Білоцерківської міської ради, у 1990–1994 рр.. — депутатом Київської обласної ради.
З 2006—2015 рр. — Білоцерківський міський голова.

## Особисте життя
Одружений, має двох синів.